# East Hope Group
East Hope Group — китайский многопрофильный конгломерат, основные интересы которого сосредоточены в сфере агробизнеса, цветных металлов, строительных материалов, электроэнергетики, биохимии, пластмасс, строительства, коммерческой и жилой недвижимости. Группу контролирует миллиардер Лю Юнсин, который входит в число богатейших людей страны.

## История
В 1982 году четверо братьев Лю основали в провинции Сычуань небольшую птицеводческую компанию, которая вскоре выросла в агропромышленный холдинг Hope Group. В 1995 году Лю Юнсин вышел из семейного бизнеса и основал собственную East Hope Group, а его младший брат Лю Юнхао возглавил семейный конгломерат New Hope Group.
В 1999 году East Hope Group перенесла штаб-квартиру из Чэнду в Шанхай, в 2002 году вошла в алюминиевый бизнес.

## Деятельность
По состоянию на 2022 года East Hope Group занимала 39-е место среди 500 крупнейших китайских частных предприятий и 24-е место в рейтинге 500 крупнейших частных предприятий обрабатывающей промышленности Китая. В состав East Hope Group входит более 300 дочерних компаний. Основные активы группы сосредоточены в материковом Китае (главным образом в городах Шанхай и Пекин, районах Синьцзян, Нинся и Внутренняя Монголия, провинциях Цзянсу и Хубэй), дочерние компании работают во Вьетнаме, Камбодже, Сингапуре, Индонезии, ОАЭ и других странах.
Объекты коммерческой и жилой недвижимости East Hope Group расположены в Шанхае и Чэнду, мощности по переработке глинозёма — в провинции Хэнань, мощности по производству алюминия — в Баотоу и Синьцзяне, мощности по производству кремния — в Фукане, мощности по производству кормов и добавок — в Синьцзяне, Цзянсу, Хубэе, Шанхае и Пекине.
- Китайские активы — East Hope Group Chengdu, East Hope Investment Holding, East Hope Aluminum, East Hope Jinzhong Aluminum Industry, East Hope Mianchi Gallium, Xinjiang East Hope Nonferrous Metals, Xinjiang East Hope New Energy, Baotou East Hope Carbon, Yangjiang East Hope Animal Nutrition, Jiamusi East Hope Jindou Animal Nutrition, Chifeng East Hope Animal Nutrition, Chengdu East Hope Property Service
- Зарубежные активы — PT. East Hope Agriculture Surabaya и PT. East Hope Agriculture Indonesia (Индонезия), East Hope Animal Nutrition и East Hope Industrial & Commercial (Сингапур)